# Pnevmatski zaganjalnik
Pnevmatski (zračni) zaganjalnik (ang. air-start system) je zaganjalnik na stisnjen zrak, ki se uporablja za zagon velikih reaktivnih (turboreaktivnih in turboventilatorskih) in dizelskih motorjev. Manjši turboventilatorski motorji, npr. na poslovnih letalih uporabljajo električni zaganjalnik, podobno kot avtomobilski dizelski in bencinski motorji. 
Prednost pnevmatskega zaganjalnika na letalih je manjša teža. Zrak za zagon reaktivnih motorjev zagotavlja APU, redko tudi kompresor na tleh (GPU). Na nekaterih letalih je možen tudi start z odvzemom zraka iz kompresorja delujočega motorja - t. i. crossbleed start. Start reaktivnih motorjev je sorazmerno preprost v primerjavi z zvezdastimi letalskimi motorji, pri slednjih je težaven zaradi velike viskoznosti olja, ko motor še ni ogret. Nekateri batni letalski motorji so za zagon uporabljali majhen dvotaktni bencinski motor. Motocikel (skuter) Piaggio Vespa je za pogon uporabljal motor, ki je bil razvit iz letalskega zaganjalnika.
Pnevmatski zaganjalniki se uporablja tudi za zagon velikih ladijskih dvotaktnih dizelskih motorjev.